# 1597

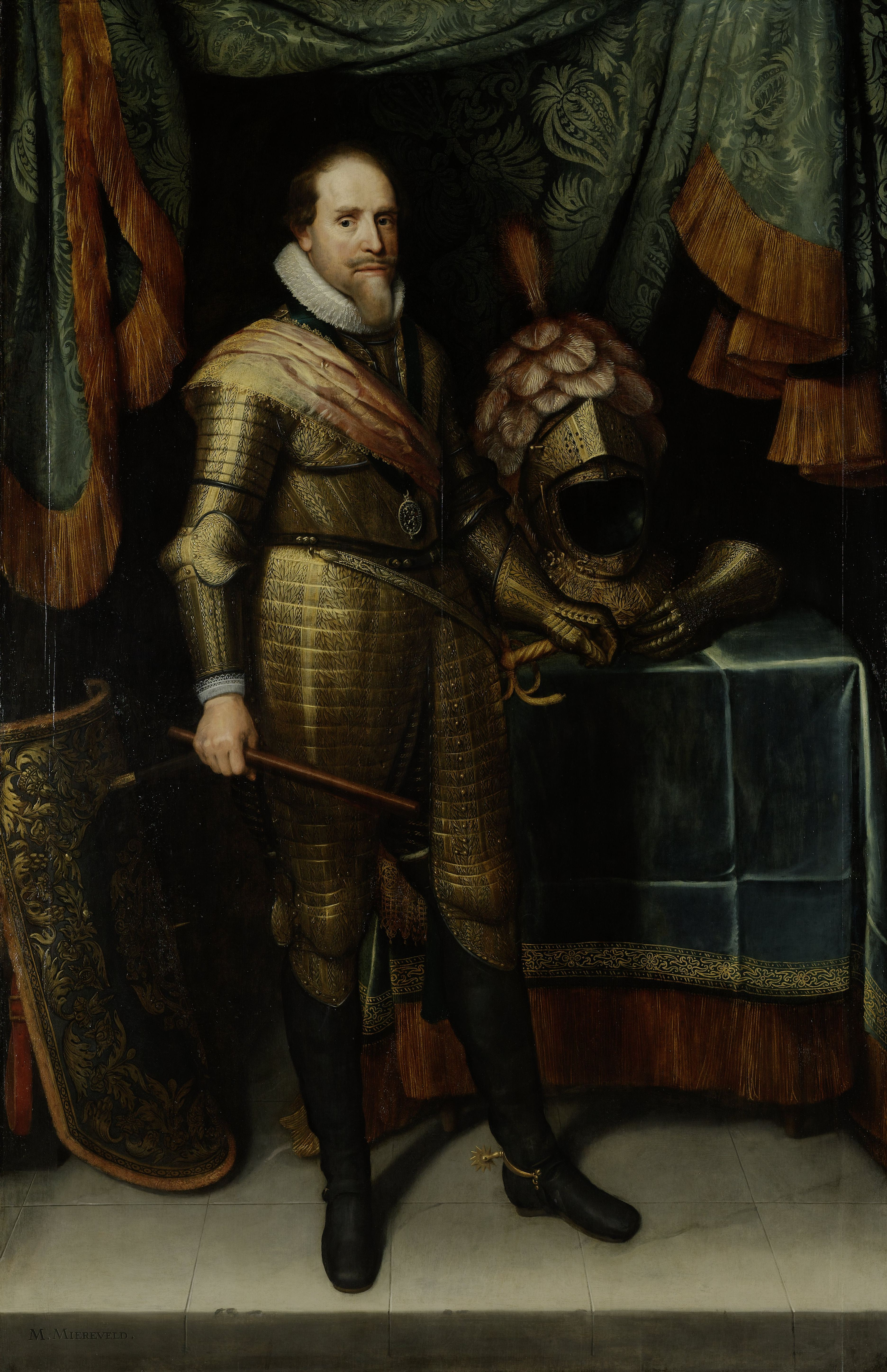
Prins Maurits

Het jaar 1597 is het 97e jaar in de 16e eeuw volgens de christelijke jaartelling.

## Gebeurtenissen
januari
- 11 - Bij Bawean wordt het schip Amsterdam in brand gestoken, omdat er een tekort aan bemanning is voor de gehele vloot.
- 24 - Staatse troepen onder prins Maurits en Filips van Hohenlohe-Neuenstein verslaan de Spanjaarden.

februari
- 6 - In Nagasaki worden 26 katholieke priesters gekruisigd: de drie jezuïeten Paulus Miki, Jacobus Kisai en Johannes de Goto, alsmede 23 paters franciscanen die uit de Filipijnen waren overgestoken.
- 24 - Slag bij Turnhout: Maurits van Nassau verslaat de Spaanse ruiterij.

juli
- 19 - In Brussel wordt het dienstmeisje Anna van den Hove levend begraven omdat ze doopsgezind is. Ze is het laatste slachtoffer van de Inquisitie in de Nederlanden.

augustus
- 13 - De Staten-Generaal vaardigen een instructie uit op de Admiraliteit van de vloot, die op vijf plaatsen wordt gevestigd.
- 14 - De expeditie onder De Houtman naar Oost-Indië keert in Amsterdam terug. Hoewel de tocht commercieel geen succes is en er slechts 87 overlevenden van de 240 zijn, blijkt dat men Portugal niet nodig heeft voor specerijen en worden al gauw een groot aantal expedities vanuit Nederland naar Indië gestuurd. In een tijdsbestek van 7 jaar worden 12 verschillende compagnieën opgericht.
- Prins Maurits onderneemt van augustus tot en met november een veldtocht in het oosten van de republiek en verovert meerdere vestingen, onder welke Grol en Oldenzaal.

oktober
- 1 - Begin van het Beleg van Bredevoort door Staatse troepen onder aanvoering van prins Maurits.
- 9 - In Bredevoort breekt er een grote stadsbrand uit na de inname, waarbij ook de St. Joriskerk volledig afbrandt. Slechts 20 woningen blijven gespaard.
- 18 - Prins Maurits neemt de stad Enschede zonder slag of stoot in waarna de vesting ontmanteld wordt.
- 21 - In Ootmarsum worden 3 kogels afgeschoten door Van Duivenvoorde, waarna de stad zich overgeeft en de vesting ontmanteld wordt.

november
- 1 - Jacob van Heemskerk keert na de overwintering op Nova Zembla terug in Amsterdam.
- 13 - Met de verovering van Lingen door graaf Maurits eindigt de Twentse oorlog.
- 19 - Willem van Nassau-Weilburg wordt opgevolgd door zijn broers Lodewijk II van Nassau-Saarbrücken en Johan Casimir van Nassau-Gleiberg.

december
- 6 - Cornelis Corneliszoon wordt een octrooi verleend voor de krukas. Eerder ontving hij een octrooi voor de houtzaagmolen.

zonder datum
- Bonn wordt hoofdstad van de Keur-Keulen.
- De Habsburgse keizer Rudolf II erkent Emden als semi-onafhankelijke stad.
- Het Zwitserse kanton Appenzell wordt na decennia van godsdiensttwisten verdeeld in twee halfkantons: het katholieke Appenzell Innerrhoden en het protestantse Appenzell Ausserrhoden.

## Muziek
- Uitgave van Sacrae symphoniae, de eerste collectie van composities van Giovanni Gabrieli.

## Beeldende kunst

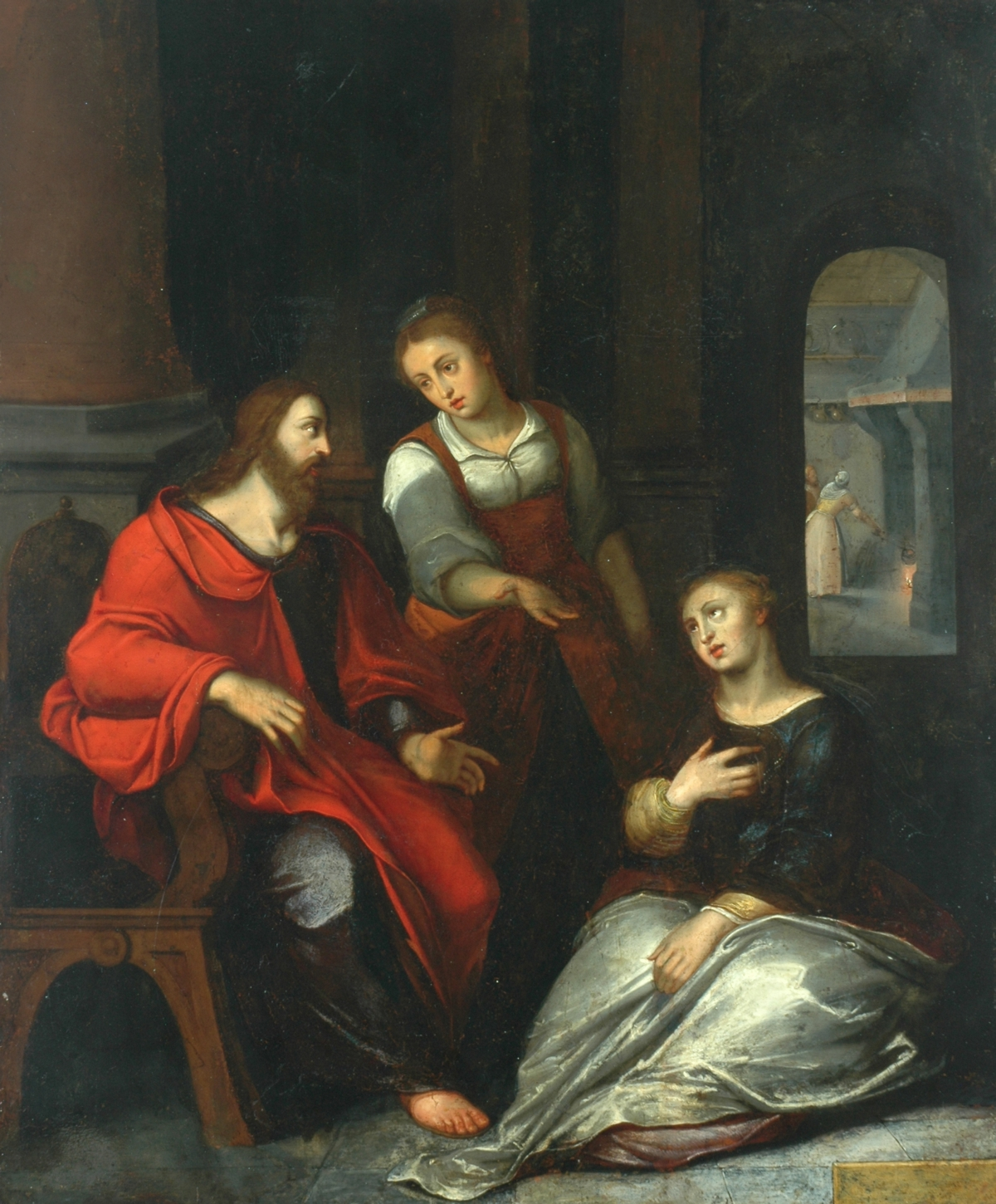
Christus in het huis van Maria en Martha (ca. 1597) Otto van Veen

## Bouwkunst

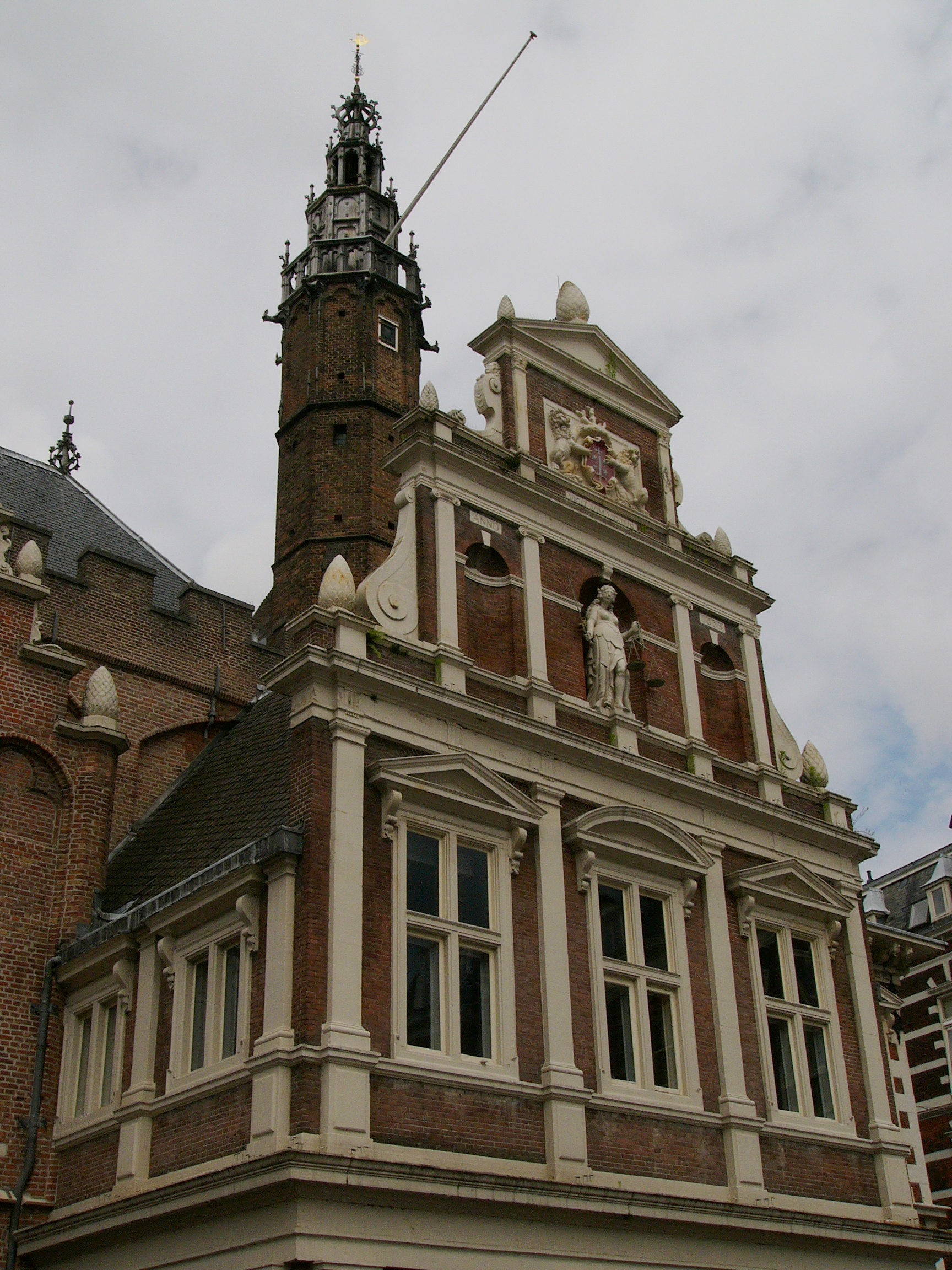
Voorgevel stadhuis Haarlem (1597) Lieven de Key
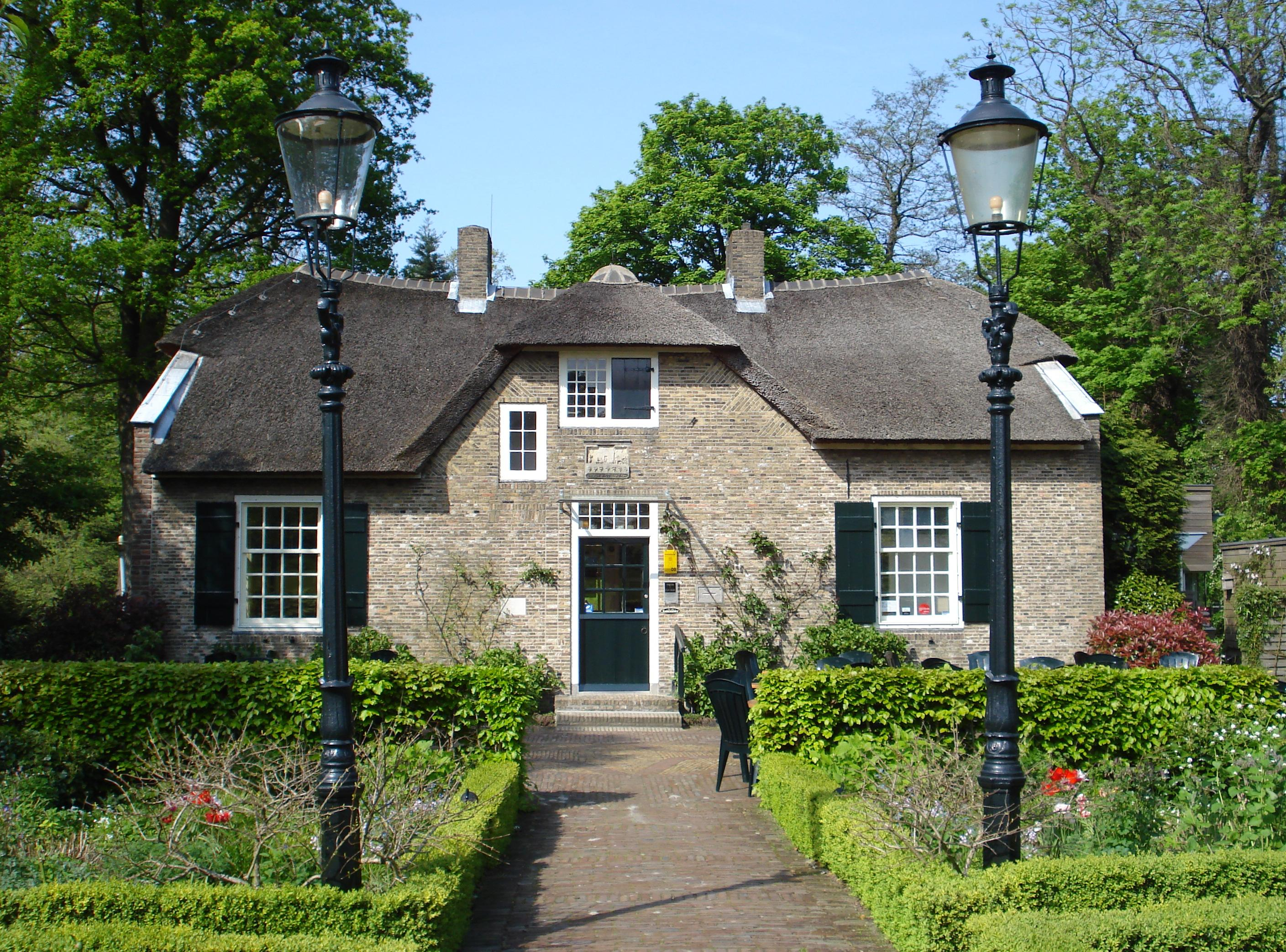
In den Rustwat, Rotterdam (1597)

## Geboren
januari
- 31 - Johannes Franciscus Régis, Franse volksprediker, jezuïet en heilige (overleden 1640)

datum onbekend
- Pieter Claesz - Nederlands kunstschilder
- Pieter Jansz. Saenredam (1597-1665), Nederlands kunstschilder en tekenaar
- Don Francisco de Melo (1597 - 1651), van 1641 tot 1644 (interim) landvoogd van de Zuidelijke Nederlanden
- Cornelis Jol alias "Houtebeen" (1597-1641), Nederlandse zeeheld

## Overleden
juni
- 2 - Diederik Sonoy (68), geuzenleider
- 20 - Willem Barentsz (~47), Nederlandse zeevaarder en ontdekkingsreiziger

november
- 19 - Willem van Nassau-Weilburg (27), graaf van Nassau-Weilburg

december
- 21 - De Heilige Petrus Canisius (76), Nijmeegs jezuïet

datum onbekend
- Francisco Verdugo (61), van 1581 tot 1594 de laatste Spaanse stadhouder